# Nippononeta embolica
Nippononeta embolica är en spindelart som beskrevs av Andrei V. Tanasevitch 2005. Nippononeta embolica ingår i släktet Nippononeta och familjen täckvävarspindlar. Inga underarter finns listade i Catalogue of Life.